# Koningsplein (Amsterdam)

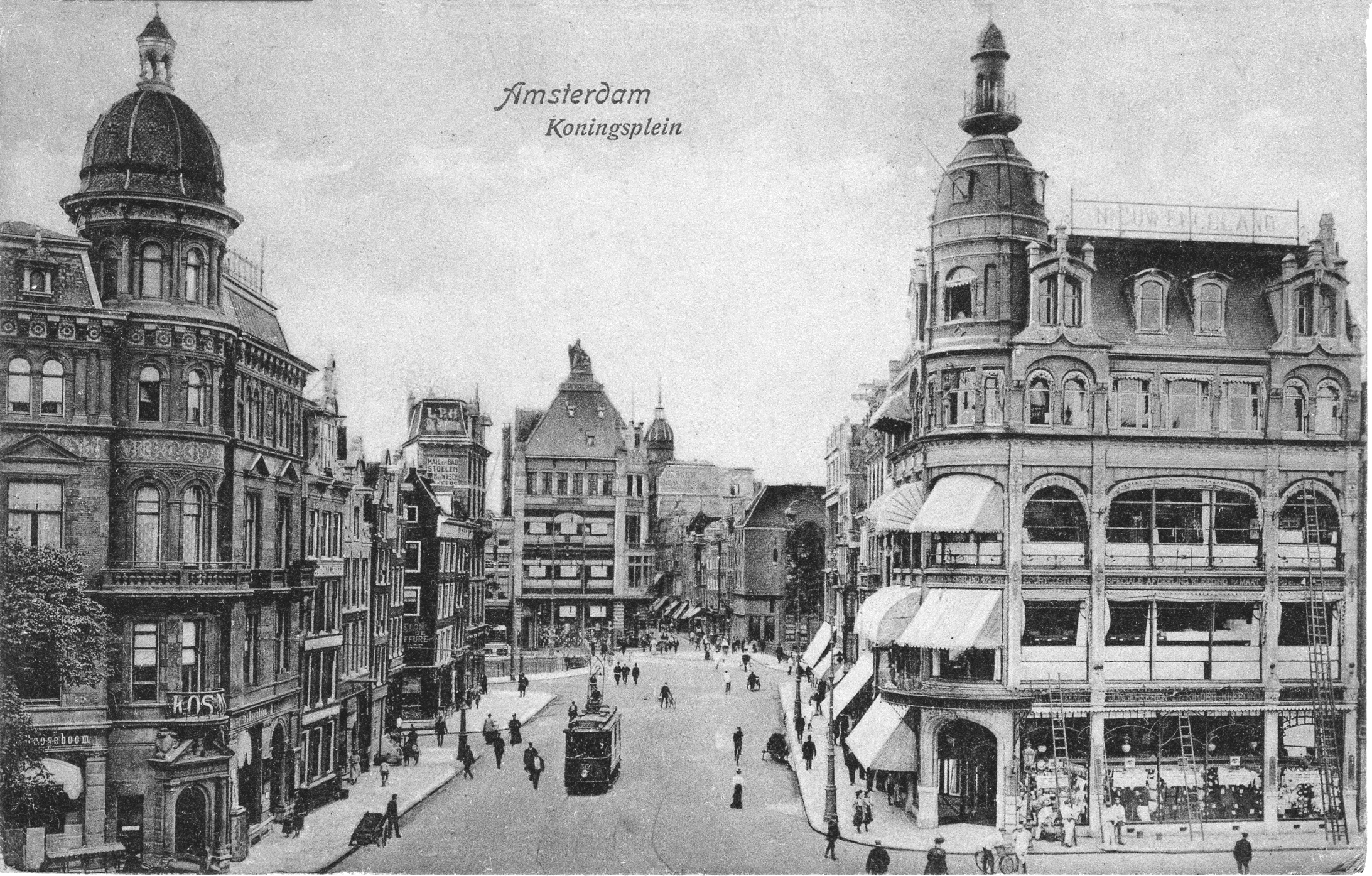
Het Koningsplein omstreeks 1910.

Het Koningsplein is een plein in het centrum van Amsterdam, tussen de Herengracht bij de Leidsestraat en het Singel bij de Heiligeweg. De brug over het Singel, de brede Heiligewegssluis (brugnummer 2), maakt deel uit van het plein. Eigenlijk is het niet een echt plein, doch een verbreding van de straat in het verlengde van de Leidsestraat. De verbinding met de Leidsestraat wordt gevormd door brug 29, de Koningssluis.

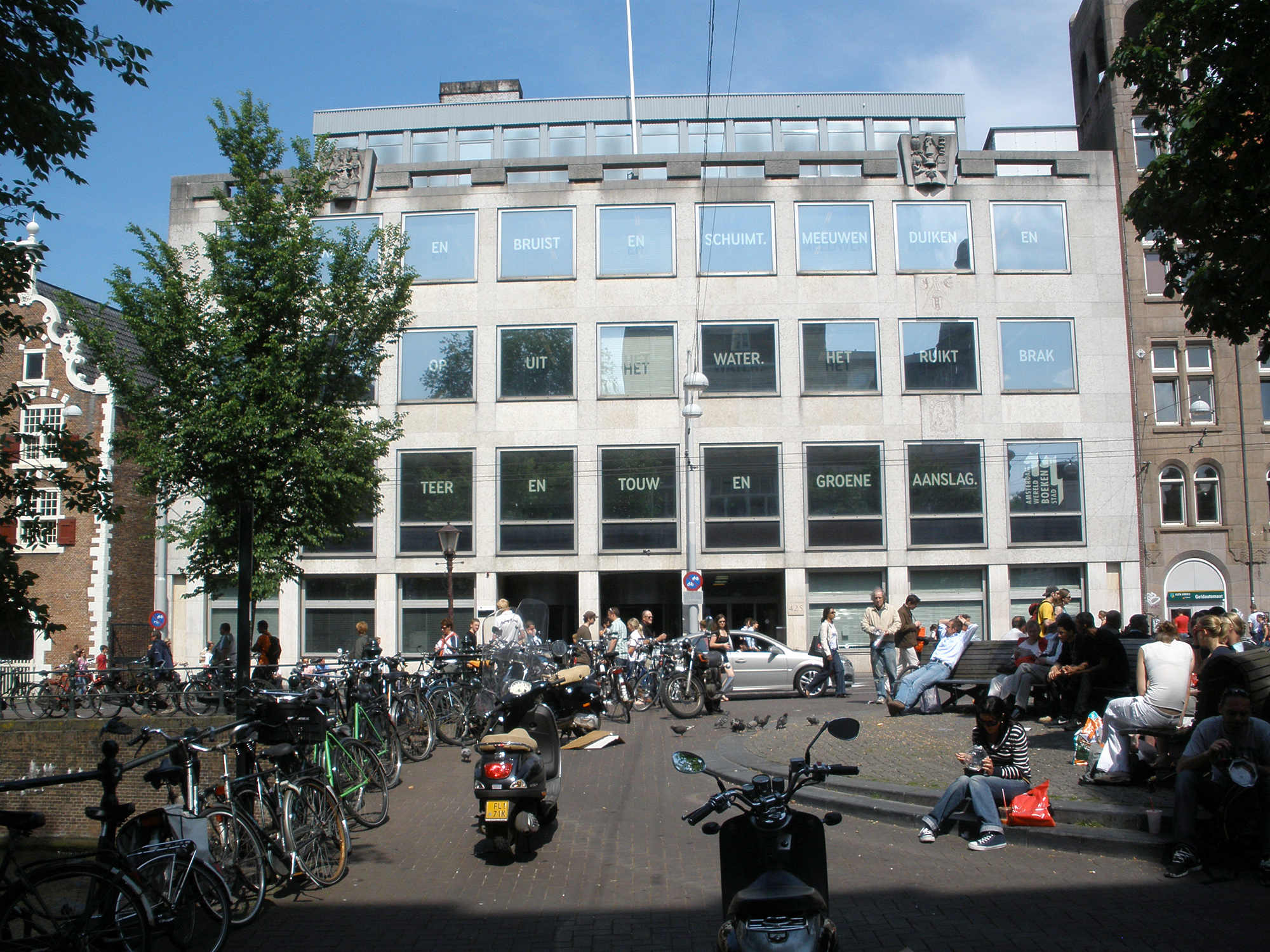
Het Koningsplein met op de achtergrond de Bibliotheek van de Universiteit van Amsterdam.

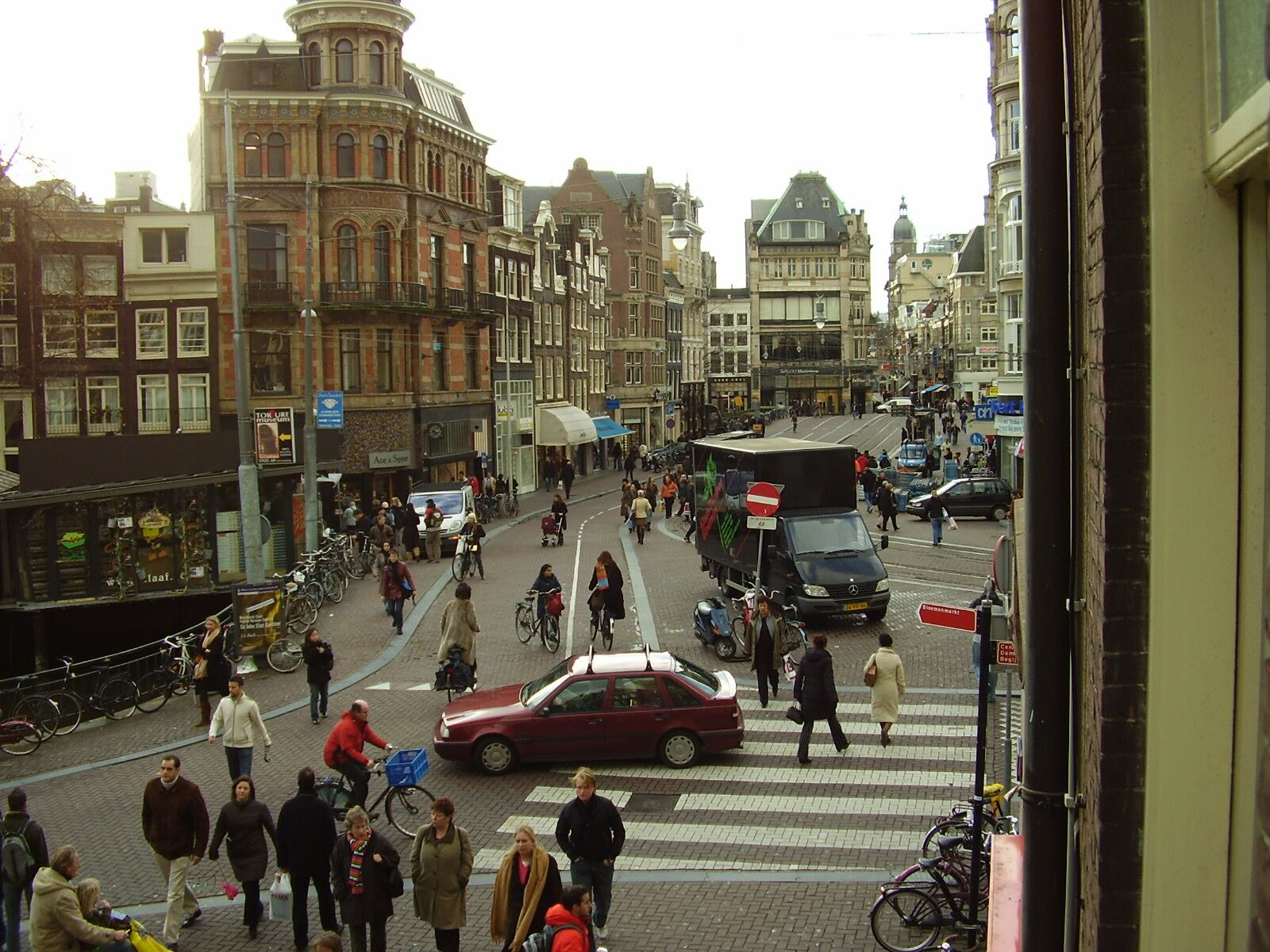
Het Koningsplein in december 2005.

Aan het Koningsplein zijn allerlei winkels, waaronder van 1985 tot mei 2015 de boekhandel Scheltema. De Bibliotheek van de Universiteit van Amsterdam, gelegen aan het Singel, kijkt uit op het Koningsplein. Aan de oostkant, aan het Singel, ligt de Bloemenmarkt. Het is een druk plein met veel verkeer, toeristen en winkelend publiek.
Het Koningsplein ontstond toen in 1663 de Heiligewegburgwal, het water langs de Heiligeweg, drooggelegd werd. In de 17e eeuw noemde men het Singel tijdelijk Koningsgracht als eerbewijs aan Koning Hendrik IV van Frankrijk; destijds een belangrijk bondgenoot van de Republiek. Toen deze naam niet veel later weer in Singel werd veranderd, behield het Koningsplein zijn naam. Ten tijde van de Bataafse Republiek heette het plein Burgerplein.
In Amsterdam zijn er voorts nog de Koningsstraat en Korte Koningsstraat in de Lastage, die, met (Korte) Keizerstraat, al in de 16e eeuw aangelegd werden.
In Amsterdam-Zuid is er de Koningslaan, nabij de Koninginneweg, genoemd naar de 19e-eeuwse koningen uit het Huis van Oranje-Nassau.
Een voorstel van Amsterdamse gemeenteraadsleden in het voorjaar van 2013 om het Singel (weer) Koningsgracht te noemen, kwam niet tot uitvoering.
Alle gebouwen aan het plein, op Koningsplein 10 na, zijn gemeentelijk dan wel rijksmonument. Goed vertegenwoordigd is werk van architect A.Jacot met name door de panden Nieuw Engeland en het voormalige  confectiemagazijn van P.M. Broekmans.  

## Verkeer en vervoer
De tramlijnen 2 (sinds 1903) en 12 (sinds 2018) rijden over het Koningsplein en hebben een halte op het Singel. Van 1904 tot 2018 reed ook tramlijn 1 over het Koningsplein.